# Agapitus van Palestrina

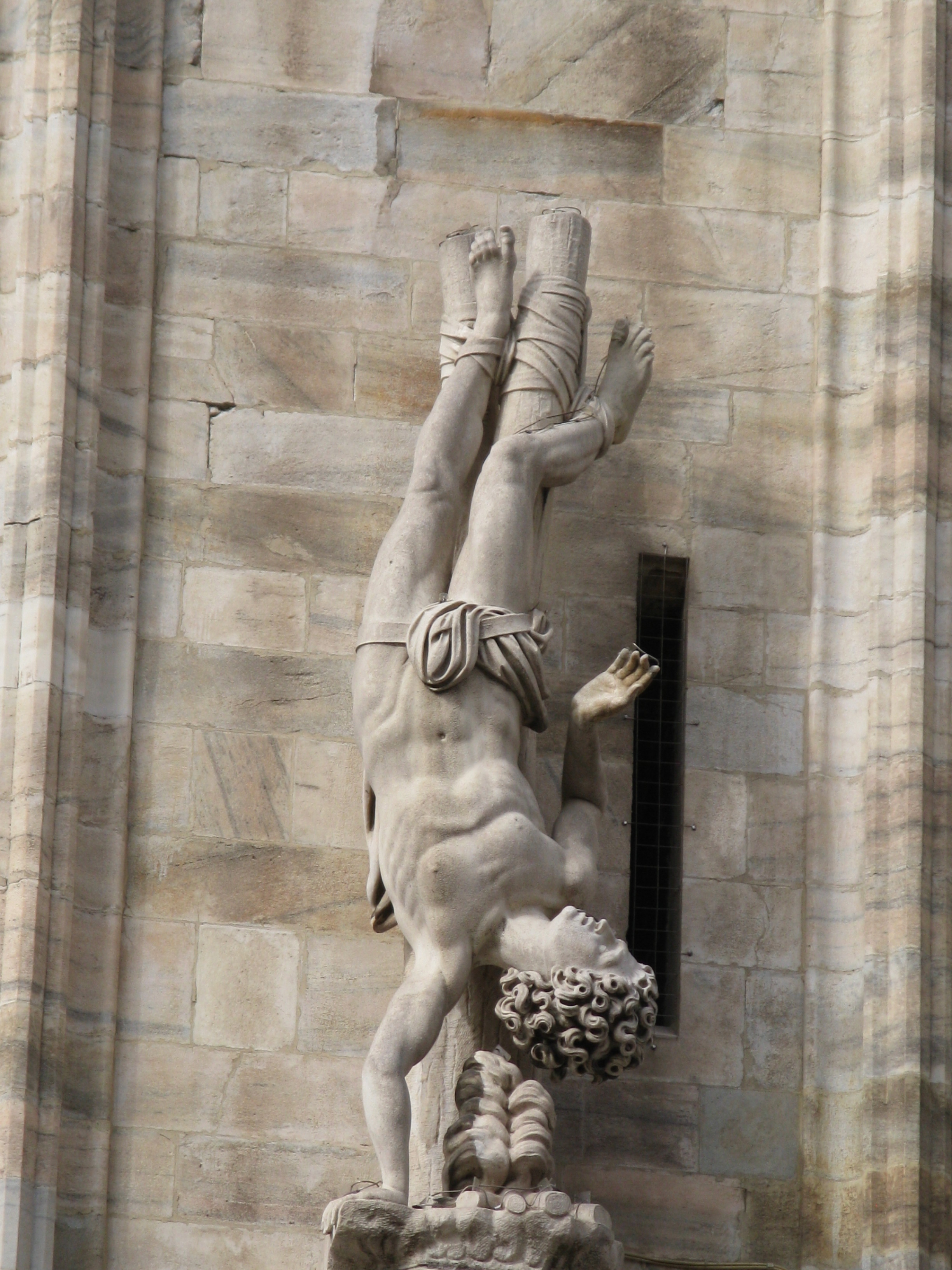
Beeld van Agapitus van de Palestrina-buitengevel van de Dom van Milaan (2015)

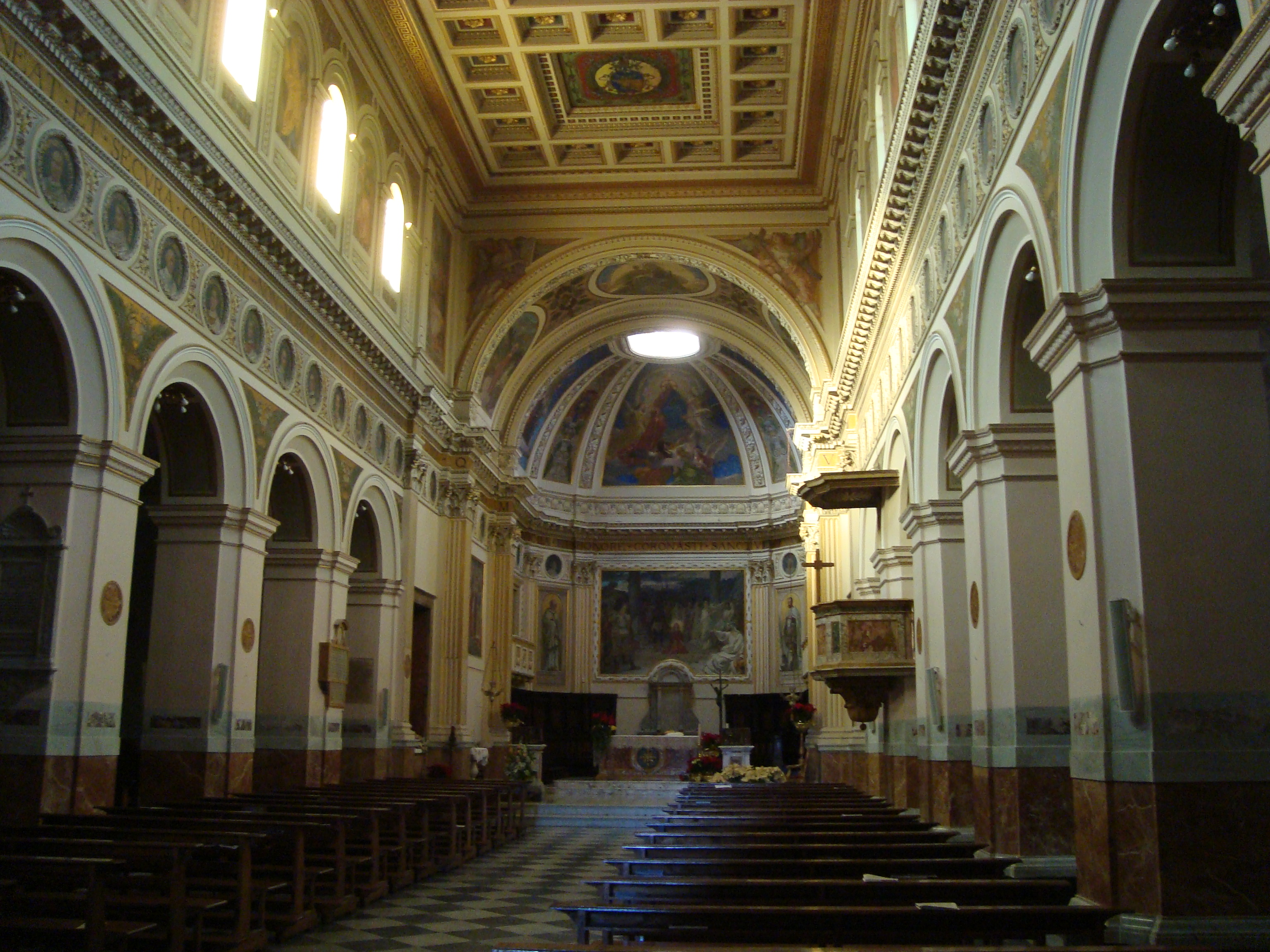
Kathedraal Sant'Agapito in Palestrina (2010)

Agapitus of Agapit van Palestrina (Palestrina, circa 250 – aldaar, 18 augustus 274), ook genoemd Agapitus Praenestinus, was een martelaar tijdens de christenvervolgingen van de Romeinse keizer Aurelianus. Hij wordt zowel in de Oosters-Orthodoxe Kerk als in de Rooms-Katholieke Kerk vereerd.
De legende dateert van de middeleeuwen.

## Legende
Agapitus werd geboren in Palestrina, in Latium, in de tijd van het Romeinse keizerrijk. Zijn familie was gegoed en stuurde hem voor studies naar Rome. Keizer Aurelianus drukte de cultus van Sol Invictus door, om de Romeinse samenleving te verplichten samen feest te vieren. De jongeman Agapitus kwam in Rome in contact met christenen. Hij weigerde mee te vieren met Sol Invictus. De prefect van Rome, Flavius Antiochus of Antiochianus, arresteerde Agapitus. Gedurende meerdere dagen liet de prefect Agapitus martelen: hongerdood, geselingen, ophanging, brandwonden onder meer. Toen de prefect een kijkje kwam nemen, was Agapitus gezond en wel in de cel. Keizer Aurelianus besliste dat Agapitus teruggebracht moest worden naar Palestrina. Daar stond een grote tempel gewijd aan Dea Fortuna Primigenia. De keizer was van mening dat dit heiligdom Agapitus op andere gedachten zou brengen. Eerst werd Agapitus in de arena van Palestrina voor de leeuwen geworpen. Agapitus kwam hier andermaal gezond uit. Ten slotte werd Agapitus onthoofd, juist buiten de stadsmuren van Palestrina.

## Verering
Er wordt aangenomen dat, in de vroege middeleeuwen, Longobarden en Noormannen de verering van Agapitus buiten Italië gebracht hebben.
Enkele plaatsen van verering zijn:
- Kathedraal van de heilige Agapitus in Palestrina, zetel van de suburbicaire bisschop van Palestrina in Italië, nabij Rome.
- Kapel van de heilige Agapitus in Agnicourt-et-Séchelles, in Noord-Frankrijk
- Abdijkerk van Kremsmünster in Oostenrijk. Keizer Arnulf van Karinthië schonk een relikwie aan deze abdij, wat de verering ingezet heeft.
- Kapel van de heilige Agapitus in Steinabrunn, in Oostenrijk
- Kerk van de heilige Agapitus in Raggendorf, Oostenrijk.